# 熊谷雄一
熊谷 雄一（くまがい ゆういち、1962年9月7日 - ）は、日本の政治家。青森県八戸市長（1期）。
八戸市議会議員（1期）、青森県議会議員（5期）を歴任。

## 来歴
青森県八戸市出身。八戸工業大学第二高等学校卒業、1985年、日本大学法学部政治経済学科を卒業する。2001年、八戸市議会議員に当選、1期途中の2003年、青森県議会議員（八戸市選挙区）に当選し、5期務め、2017年、議長に就任する。2019年、自由民主党青森県連政務調査会長となる。
2021年8月、10月に行われる八戸市長選挙に出馬を表明、現職の小林眞も出馬を表明したため、これまで小林を推していた自民党は分裂状態となり、自主投票となった。選挙の結果、熊谷が小林に33,000票以上の差を付け当選した。得票数は、熊谷：66,857票。小林：33,572票、清水：4,724票。投票率は、55.84％。